# Hwagok (métro de Séoul)
Hwagok, (en coréen : 화곡역) est une station de passage de la ligne 5 du métro de Séoul. Elle est située, dans l'arrondissement Gangseo-gu à Séoul, en Corée du Sud. 
Ouverte en 1996, elle est desservie par les rames qui circulent sur la ligne 5 entre Banghwa et Hanam Geomdansan ou Macheon.

## Situation sur le réseau

Plan du réseau du métro de Séoul (2023)

## Services aux voyageurs

### Desserte
Hwago est desservie par les rames omnibus qui circulent sur la ligne 5 entre les terminus Banghwa et Hanam Geomdansan ou Macheon.

Installations
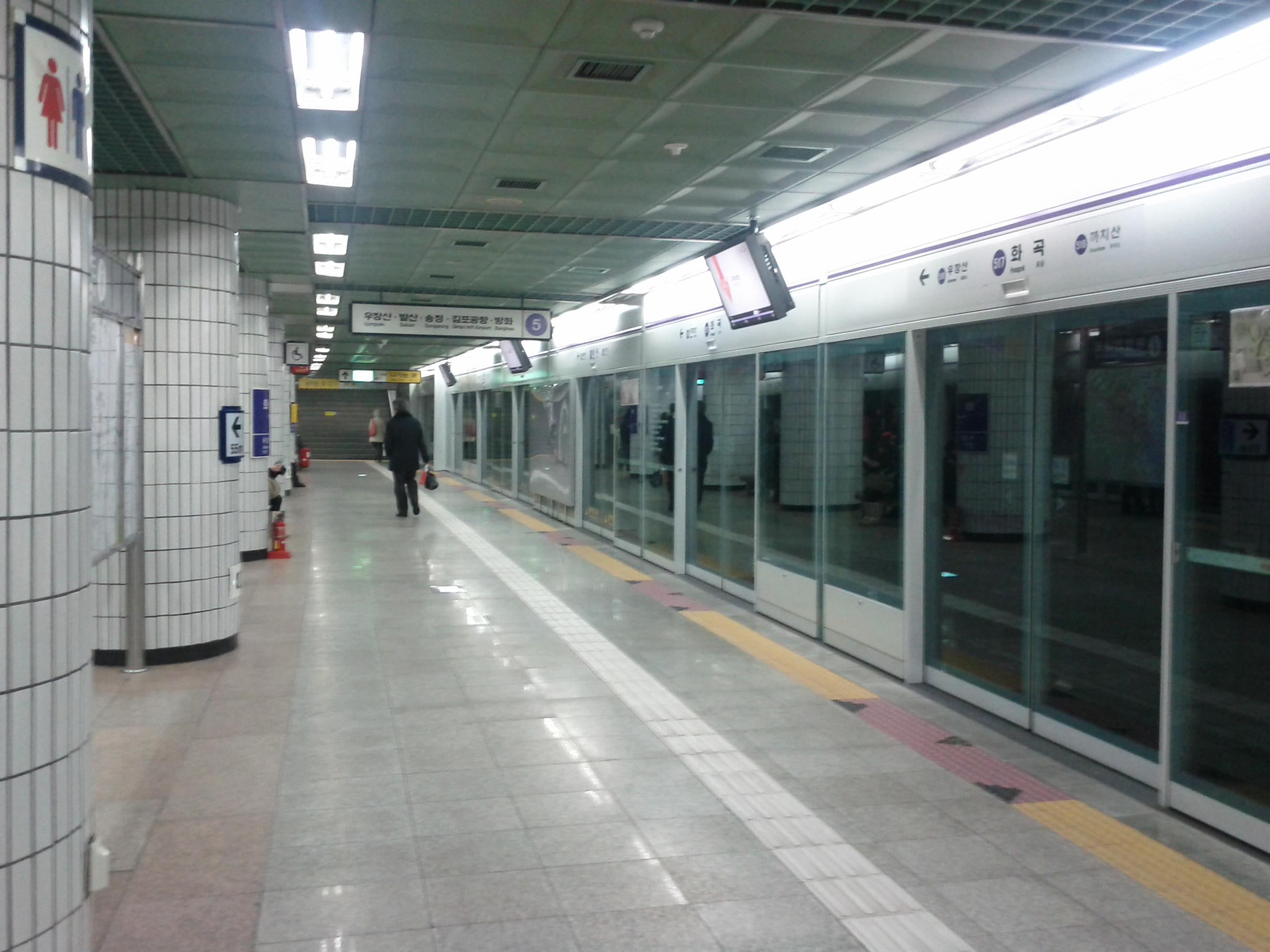
En 2012.
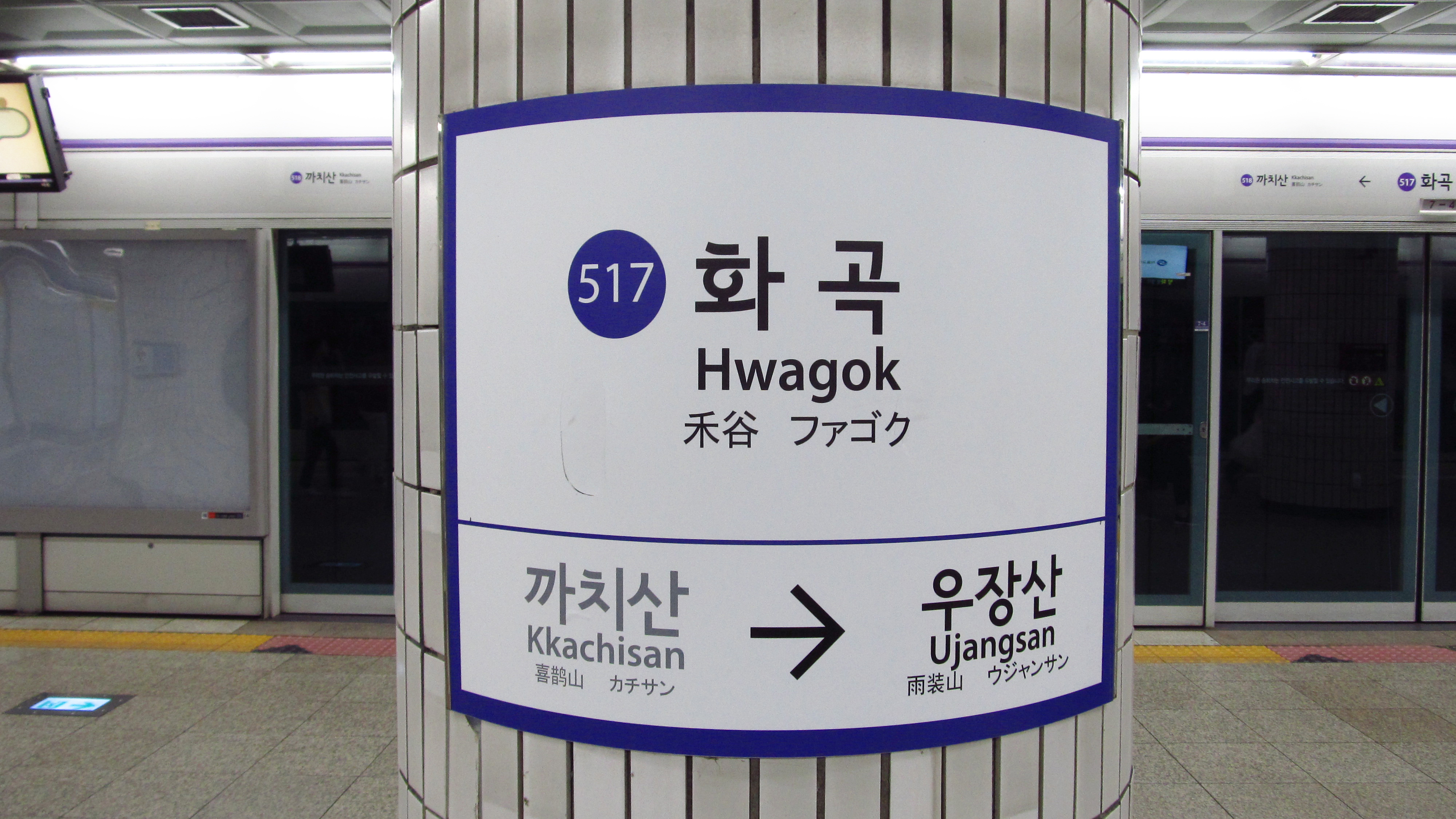
En 2018.
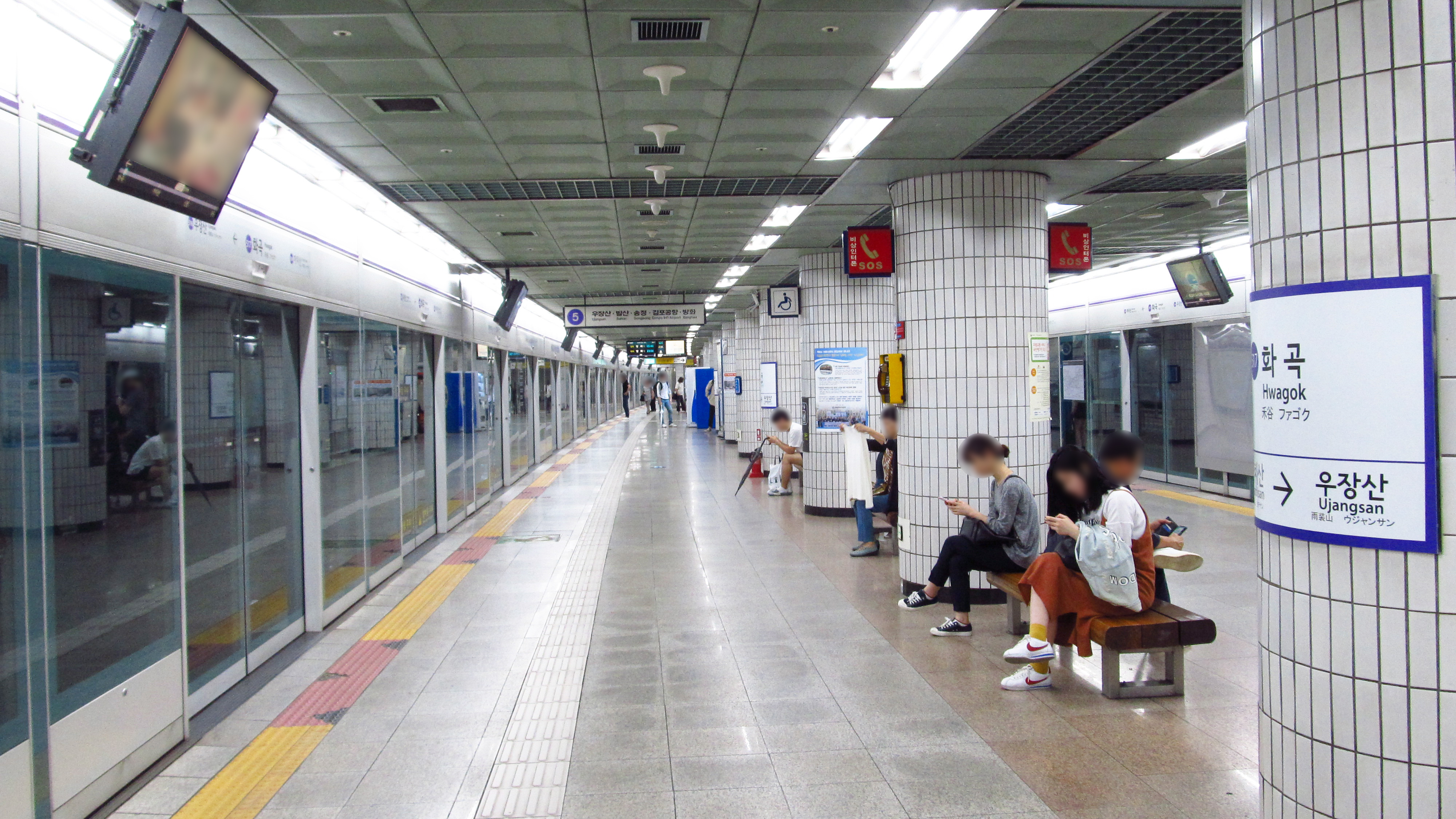
En 2018.

### Intermodalité
Des arrêts de bus sont installés à proximité.